# Eilica
Eilica Keyserling, 1891 è un genere di ragni appartenente alla famiglia Gnaphosidae.

## Distribuzione
Le 28 specie note di questo genere sono diffuse in America meridionale, Australia, Africa meridionale, e Asia meridionale.

## Tassonomia
Considerato un sinonimo anteriore di Laronia Simon, 1893, di Gnaphosoides Hogg, 1896 e di Carydrassus Bryant, 1940, a seguito di un lavoro di Platnick (1975c).
Inoltre è anche ritenuto sinonimo anteriore di Gytha Keyserling, 1891 (ex-genere che era stato trasferito nelle Gnaphosidae dalla famiglia Liocranidae a seguito di uno studio dell'aracnologo Lehtinen del 1967), in seguito ad un lavoro di Platnick & Shadab (1981c).
Infine è anche sinonimo anteriore di Baeriella Simon, 1903 (ex-genere che era stato trasferito dalla famiglia Liocranidae alla famiglia Corinnidae a seguito di uno studio dell'aracnologo Lehtinen del 1967; e poi, successivamente nelle Gnaphosidae), a seguito di un lavoro di Platnick (1985b).
Non è invece sinonimo anteriore di Fedotovia Charitonov, 1946, secondo un lavoro di Ovtsharenko & Platnick del 1991 e contra un precedente lavoro degli aracnologi Platnick & Shadab (1981c).
Non sono stati esaminati esemplari di questo genere dal 2011.
Attualmente, a settembre 2015, si compone di 28 specie:
1. Eilica albopunctata (Hogg, 1896) — Australia meridionale, Queensland
2. Eilica amambay Platnick, 1985 — Brasile, Paraguay
3. Eilica bedourie Platnick, 1985 — Queensland
4. Eilica bicolor Banks, 1896 — dagli USA all'Honduras, Cuba, Giamaica
5. Eilica bonda Müller, 1987 — Colombia
6. Eilica chickeringi Platnick, 1975 — Panama
7. Eilica cincta (Simon, 1893) — Africa centrale e occidentale
8. Eilica contacta Platnick, 1975 — Queensland, Nuovo Galles del Sud
9. Eilica daviesae Platnick, 1985 — Queensland
10. Eilica fusca Platnick, 1975 — Sudafrica
11. Eilica giga FitzPatrick, 1994 — Zimbabwe
12. Eilica kandarpae Nigam & Patel, 1996 — India
13. Eilica lotzi FitzPatrick, 2002 — Sudafrica
14. Eilica maculipes (Vellard, 1925) — Brasile
15. Eilica marchantaria Brescovit & Höfer, 1993 — Brasile
16. Eilica modesta Keyserling, 1891[2] — Brasile, Uruguay, Argentina
17. Eilica mullaroo Platnick, 1988 — Victoria (Australia)
18. Eilica myrmecophila (Simon, 1903) — Perù, Argentina
19. Eilica obscura (Keyserling, 1891) — Brasile
20. Eilica platnicki Tikader & Gajbe, 1977 — India
21. Eilica pomposa Medan, 2001 — Argentina
22. Eilica rotunda Platnick, 1975 — Queensland
23. Eilica rufithorax (Simon, 1893) — Venezuela, Brasile
24. Eilica serrata Platnick, 1975 — Queensland, Australia occidentale
25. Eilica songadhensis Patel, 1988 — India
26. Eilica tikaderi Platnick, 1976 — India
27. Eilica trilineata (Mello-Leitão, 1941) — Argentina, Cile, Brasile
28. Eilica uniformis (Schiapelli & Gerschman, 1942) — Argentina

### Specie trasferite
- Eilica argentina (Mello-Leitão, 1944); trasferita al genere Apopyllus Platnick & Shadab, 1984[1].
- Eilica magnus (Bryant, 1948); trasferita al genere Sergiolus Simon, 1891
- Eilica signata (Hogg, 1900); trasferita al genere Intruda Forster, 1979
- Eilica uzbekistanica (Charitonov, 1946); trasferita al genere Fedotovia Charitonov, 1946
- Eilica xanthomela (Mello-Leitão, 1945); trasferita al genere Camillina Berland, 1919

### Sinonimi
- Eilica pallidenotatus (Mello-Leitão, 1938); trasferita dal genere Zelotes e posta in sinonimia con Eilica modesta Keyserling, 1891, a seguito di un lavoro degli aracnologi Platnick & Shadab (1983a)[1].
- Eilica puno Platnick & Shadab, 1981; posta in sinonimia con Eilica myrmecophila (Simon, 1903) a seguito di uno studio di Platnick, (1985b).
- Eilica purpusi (Roewer, 1933); posta in sinonimia con Eilica bicolor Banks, 1896 a seguito di un lavoro di Platnick (1975c).
- Eilica reynosana (Gertsch & Davis, 1940); posta in sinonimia con Eilica bicolor Banks, 1896 a seguito di un lavoro di Platnick (1975c).
- Eilica variegata (Simon, 1892); posta in sinonimia con Eilica modesta Keyserling, 1891 a seguito di un lavoro di Platnick (1975c).
- Eilica wheeleri (Bryant, 1940); posta in sinonimia con Eilica bicolor Banks, 1896 a seguito di un lavoro di Platnick (1975c).